# Ударно-спусковий механізм

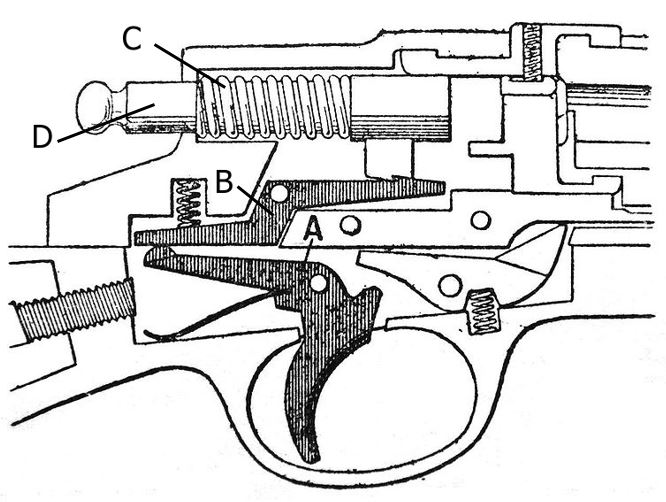
Найпростіший УСМ неавтоматичної гвинтівки: A — спусковий гачок, B — шептало, C — бойова пружина, D — ударник

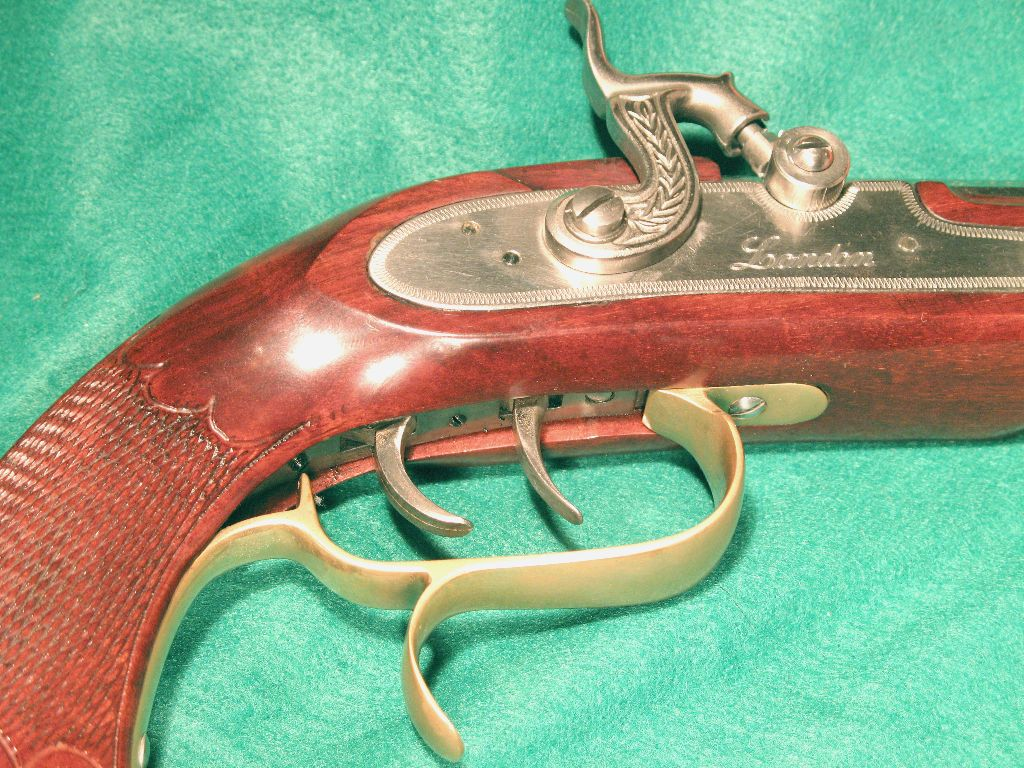
Ударно-спусковий механізм капсюльного пістоля

Уда́рно-спускови́й механі́зм, УСМ — у вогнепальній зброї — механізм, що забезпечує розбивання капсуля набою.
Головними деталями УСМ є:
- ударник, що безпосередньо наколює капсуль своєю передньою частиною (бійчиком). Ударник, як правило, розміщується всередині затвора;
- бойова пружина, що надає ударнику достатньої енергії;
- шептало, що стопорить механізм у зведеному стані;
- спусковий гачок або кнопка, педаль та ін., за допомогою якої стрілець керує механізмом;
- проміжні деталі — курок, тяги й важелі.

З ударно-спусковим механізмом зв'язаний запобіжник.

## Принцип дії УСМ

### Для неавтоматичної зброї
Перед пострілом УСМ переводиться до зведеного стану. У цьому стані:
- бойова пружина напружена;
- ударник (або курок) під дією бойової пружини, спирається на шептало своєю поверхнею, яка називається бойовим зводом.

Щоб зробити постріл, стрілець натискає на спусковий гачок, тим самим роз'єднуючи шептало з бойовим зводом. Ударник (курок) під дією бойової пружини спрямовується вперед та призводить бійчиком удар по капсулю.
Для наступного пострілу стрілець вручну призводить УСМ до зведеного стану.
Конструкція УСМ не дозволяє зробити спуск при не повністю закритому затворі.

### Для автоматичної зброї

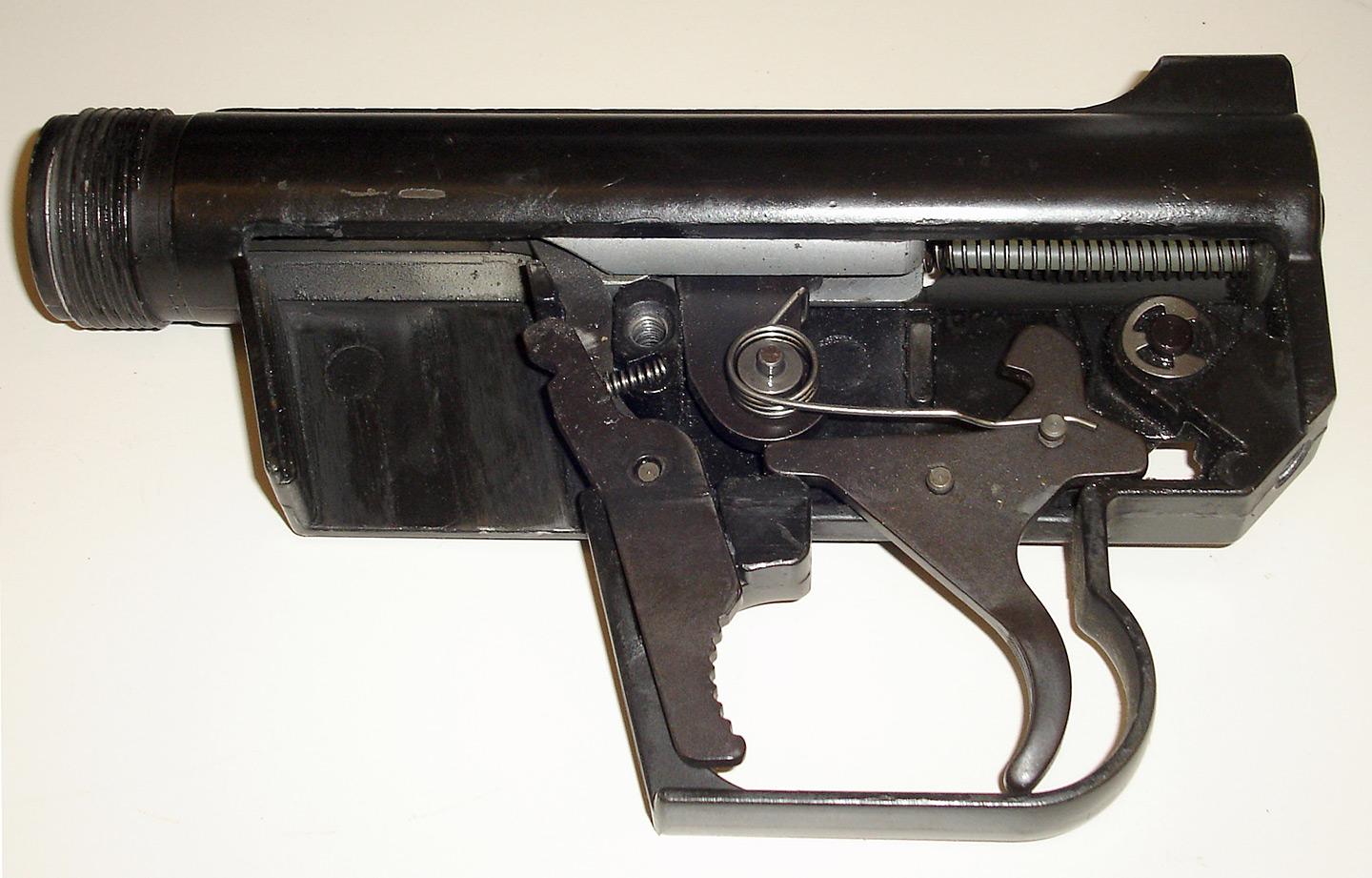
AR7. Ударно-спусковий механізм

УСМ більшості зразків автоматичної зброї відрізняється тим, що його зведення відбувається в процесі автоматичного перезарядження зброї. Щоб забезпечити вогонь одиночними пострілами, УСМ забезпечується роз'єднувачем, завдяки якому ударник або курок після пострілу затримується шепталом незалежно від того, натиснуто спусковий гачок чи ні. Щоб зробити такий постріл, необхідно відпустити та знову натиснути спусковий гачок.
Для ведення автоматичного (безперервного) вогню УСМ забезпечує спуск з бойового зводу щоразу після закриття затвора, допоки натиснуто спусковий гачок.

## Класифікація УСМ
УСМ може мати окрему бойову пружину або (в автоматичній зброї) використовувати частину енергії зворотної пружини, яка в цьому випадку називається зворотно-бойовою.

### УСМ з окремою бойовою пружиною
УСМ з окремою бойовою пружиною підрозділяються на ударникові та куркові.
Ударникові
Бойова пружина безпосередньо діє на ударник, приводячи його в поступальний рух. Так влаштовані більшість гвинтівок з ковзним затвором, багато самозарядних пістолетів тощо.
Куркові
Бойова пружина приводить до обертального руху курок, який, у свою чергу, завдає удару по задньому кінцю ударника (іноді курок може мати і прямолінійний рух). Куркові УСМ широко використовуються в зброї всіх класів. Ударник, як самостійна деталь може бути взагалі відсутнім, тоді бійчик розміщується безпосередньо на курку (в ряді револьверів). Для підвищення безпеки, зазвичай, передбачається запобіжний звід — фіксація курка шепталом в проміжному положенні, з якого його можна лише поставити на бойовий звід, але не спустити, або відбій курка — спущений курок відводиться назад, сам встаючи на запобіжний звід.

### УСМ зі зворотно-бойовою пружиною
Зворотно-бойова пружина може передавати енергію ударнику різними способами:
- через затворну раму, яка наприкінці свого руху вперед призводить удар по задньому кінцеві ударника, як у багатьох кулеметах, що стріляють з відкритого затвора («із заднього шептала»);
- безпосередньо, при цьому ударник може бути жорстко закріпленим в затворі та фактично весь затвор являє собою масивний ударник. Це рішення типово для пістолетів-кулеметів;
- через спеціальний важіль (у деяких зразках, наприклад, пістолеті Браунінга зразка 1900 року).

### Одинарна дія
УСМ одинарної дії (ОД, англ. Single Action, SA) є першим та механічно простим типом ударно-спускового механізму. Його називають «одинарної дії», тому що він робить лише одну дію, а саме спускає курок/ударник (і нічого більше), перед цим необхідно вручну звести курок/ударник. Майже вся однозарядна та багатозарядна довгоствольна зброя (гвинтівка, дробовики, пістолет-кулемети/кулемети тощо) мають подібний УСМ.
Термін «одинарна дія» — це ретронім який не використовувався до появи в середині 19-го століття ударно-спускових механізмів подвійної дії; до цього часу, всі УСМ були одинарної дії (наприклад, всі гнотові, кременеві рушниці, мушкети тощо). Спочатку всі курки потребували ручного зведення, але з появою магазинної зброї, наприклад гвинтівки Генрі, виявилось, що можно легко зробити конструкцію де зведення курка може відбуватися завдяки циклічній дії затвора. Хоча тепер стрільцю не потрібно було вручну зводити курок на додачу до натискання на спусковий гачок, ця зброя все ще залишалася одинарної дії оскільки натискання на спусковий гачок лише звільняло шпору курка.
У сучасному використанні терміни «одинарна дія» і «подвійна дія» майже завжди відносяться до короткоствольної зброї, так як деяка (якщо вона є) довгоствольна зброя має спускові механізми подвійної дії. У короткоствольній зброї, УСМ одинарної дії з зовнішніми курками зараз можна зустріти лише в револьверах, в той час як майже всі самозарядні пістолети, які мають одинарну дію насправді є гібридними, тобто курок можно звести, як вручну так і за допомогою натискання на спусковий гачок. Тривалість існування УСМ лише одинарної дії пов'язана з конструкцією зброї — принцип роботи револьвера полягає в обертанні барабана без використання зворотно-поступальної затворної рами/затвора, що дає можливість стрільцю тримати руку поряд з курком для швидкого перезаряджання і ведення швидкої стрільби. В той час як револьвер або самозарядний пістолет «одинарної дії» треба зводити перед початком ведення вогню (вручну або за допомогою самої зброї), більшість зброї «подвійної дії» може стріляти в обох режимах без потреби зведення курка. Зброя «лише подвійної зброї» не може стріляти зі зведеним курком.
«Класичні» револьвери одинарної дії середини-кінця 19-го кінця були капсульними дульнозарядними під димний порох, наприклад Colt 1860 «Army» Model та Colt 1851 «Navy» Model, а також європейські моделі Ле Ма, як і перші револьвери під унітарний набій, наприклад Colt Model 1873 «Single Action Army» (назва отримана за його УСМ) та Smith & Wesson Модель 3, потребували зведення курка перед початком стрільби. УСМ одинарної дії з ручним зведенням зовнішнього курка використовували деякий час у переламних рушницях та у гвинтівках для полювання на велику дичину, де мисливець не хотів покладатися на надмірно складну або крихку зброю. В США револьвери одинарної дії залишалися популярними до появи самозарядних пістолетів, в той же час в Європі були розроблені револьвери подвійної дії, наприклад, револьвер Бомона-Адамса, який з'явився ще до громадянської війни в США. Ця зброя була дуже популярна у останній половині 19-го століття, а деякі зразки навіть продавалися в США.
Хоча багато європейських та деякі американські револьвери мали УСМ подвійної дії вже наприкінці 19-го століття, на початку 20-го століття всі самозарядні пістолети були одинарної дії, що вимагало носити зброю зарядженою і зведеною на запобіжнику або не зведеною з порожньою каморою (Colt M1911, Mauser C96, Luger P.08, ТТ, Browning Hi-Power). Різниця між такими пістолетами та револьверами одинарної дії полягала в тому, що стрілець з револьвера повинен перед кожним пострілом зводити курок, а у самозарядному пістолеті одинарної дії стрілець повинен лише вперше звести курок, після чого затворна рама зробить зворотньо-поступальний рух за допомогою віддачі і автоматично зведе курок для наступного пострілу, а тому зброя завжди зведена і готова для стрільби. Стрілець може вручну спустити курок спеціальним важелем без пострілу.
Наприкінці 1930-х — на початку 1940-х років, компанія Walther представила перші самозарядні пістолети «подвійної дії» (точніше гібрид ПД/ОД), PPK та P.38, які мали УСМ подвійної дії як у револьверів, що дозволяло носити зброю з набоєм у патроннику і з незведеним курком. Після першого пострілу вогонь з них вівся так само як і у пістолетах одинарної дії. Ці пістолети швидко стали популярними, а традицій пістолети лише одинарної дії швидко її втратили, хоча вони все ще зберігають відданих шанувальників серед ентузіастів. Зараз револьвери або самозарядні пістолети зазвичай є ПД/ОД, перший постріл з них роблять у режимі подвійної дії, а подальший вогонь можна вести в режимі одинарної дії.

### Лише подвійної дії
УСМ подвійної дії, також відомий як лише подвійної дії (англ. Double Action Only, DAO) щоб не плутати з гібридними конструкціями ПД/ОД, це ударно-спусковий механізм де спусковий гачок робить подвійну функцію зведення та спуска курка/ударника. Така конструкція спускового гачка або не має внутрішнього механізму шептала, здатного утримувати курок/ударник в нерухомому положенні (тому зведення і спуск повинні відбуватися в одній безперервній послідовності), або весь курок покритий кожухом і/або з відсутньою шпорою, що не дозволяє стрільцю вручну зводити курок.
В такій конструкції треба натиснути на спусковий гачок для зведення та руху курка/ударника для кожного пострілу, на відміну від гібридного режиму ПД/ОД, де подвійна дія потрібна лише для першого пострілу. Це значить, що для будь-якого пострілу відсутня одинарна дія, а курок або ударник завжди знаходиться у не зведеній позиції до натискання на спусковий гачок. У такій самозарядній зброї, на відміну від зброї ПД/ОД, курок не залишається у зведеному стані після першого пострілу, а тому кожний постріл треба робити в режимі подвійної дії. У револьверах, це значить, що стрілець не може звести зброю до пострілу і повинен завжди стріляти в режимі подвійної дії.
Хоча були розроблені револьвери де були відсутні функції одинарної дії, більшість револьверів з лише подвійною дією є модифікаціями існуючих моделей ПД/ОД, з ідентичними внутрішніми деталями, зі спиляною або відсутньою шпорою курка. У обох випадках на меті було унеможливлення зачеплення шпори курка за одежу або кобуру. Через обмежену точність, револьвери лише подвійної дії мали короткий ствол і були зброєю ближнього бою, коли необхідно швидко витягнути зброю, а обмежена точність не впливає на результат.
На меті режима лише подвійної дії у самозарядній зброї є унеможливлення зміни сили впливу на спусковий гачок після першого і наступних пострілів, що існує у пістолетах ПД/ОД. До того ж це дозволяє носити заряджену, але не зведену зброю без загрози раптового пострілу. Найкращим прикладом подібної самозарядної зброї є пістолет SIG Sauer або Sig P250. В пістолетах з ударником, наприклад, Taurus 24/7, ударник буде залишатися у незведеній позиції протягом всього цикла заряджання. Зазвичай цей термін використовують по відношенню до самозарядної зброї; проте, цей термін можна застосувати і до деяких револьверів, наприклад Smith & Wesson Centennial, Type 26 та револьвер Enfield No. 2 Mk I, які не мають зовнішньої шпори курка, або у яких просто відсутній внутрішній механізм шептала, здатний утримувати курок у зведеному положенні.

### Подвійна дія/одинарна дія
УСМ подвійної дії/одинарної дії (ПД/ОД, англ. Double-Action/Single-Action, DA/SA) це гібридний ударно-спусковий механізм де поєднано функції механізмів одинарної- та подвійної-дії. Він також відомий як традиційна подвійна дія (TDA), оскільки більшість сучасної ручної зброї «подвійної дії» (револьвери та самозарядні пістолети) мають такі УСМ замість механізмів «лише подвійної дії» (DAO).
Простими словами, «подвійна дія» це коли натискання на спусковий гачок зводить курок і спускає шептало, тобто виконує дві «дії», хоча передбачається, що обидві дії виконуються строго одним натисканням на спусковий гачок. Проте, на практиці більшість зброї подвійної дії може зводити курок окремо, що не дає виконати всі операції одним натисканням спускового гачка. Це є протилежним режиму «лише подвійної дії», де відсутня можливість стріляти в режимі одинарної дії.
В ударно-спусковому механізмі ПД/ОД, є внутрішнє шептало яке дозволяє зводити і спускати курок/ударник при повному натисканні, або просто заблокувати курок/ударник у зведеній позиції при неповному натисканні на спусковий гачок. У револьверах, при простому натисканні на спусковий гачок курок зводиться і спускається. Якщо стрілець вручну зведе курок, але не натисне на спусковий гачок, механізм заблокує курок у зведеній позиції, як у режимі одинарної дії. Стрільба в режимі подвійної дії дозволяє швидко відкрити вогонь, але необхідно прикласти більше зусилля на довший хід спускового гачка, що може впливати на точність у порівнянні з легшим, коротким ходом спускового гачка в режимі одинарної дії.
У самозарядних пістолетах ПД/ОД ударно-спусковий механізм функціонує так само як і у револьверах ПД. Проте, це поєднано зі здатністю затворної рами автоматично зводити курок при стрільбі. Таким чином зброю можна носити з набоєм в патроннику з незведеним курком. Коли стрілець готовий відкрити вогонь, йому достатньо натиснути на спусковий гачок щоб звести і спустити курок. Після пострілу затворна рама автоматично зводить курок, а тому наступні постріли можна вести в режимі одинарної дії. Це дає можливість носити заряджену, але не зведену зброю, як і зброю одинарної дії, або носити зброю без набою в патроннику, але стрільцю треба спочатку зарядити зброю.
Не достатком зброї ПД/ОД є те, що стрільцю потрібно прикладати різну силу до спускового гачка: більшу при першому пострілі оскільки хід спускового гачка довший та легшу при подальших пострілах оскільки хід спускового гачка короткий. Така різниця може впливати на точність кількох перших пострілів в критичній ситуації. Хоча при носінні ручної зброї ПД/ОД запобіжники не потрібні, оскільки курок не зведено, після першого пострілу курок буде зведено, а набій дослано у патронник. Тому, більшість зброї ПД/ОД має звичайні запобіжники які не дають курку випадково зірватися або «decocker» — важіль який безпечно і м'яко спускає курок без загрози зробити постріл. Останній є більш популярним, оскільки без важеля безпечного спуску, стрілець повинен спускати курок рукою на заряджений набій, з усіма ризиками зробити випадковий постріл. Револьвери майже не мають запобіжників, оскільки традиційно їх носять незведеними, а тому стрільцю треба вручну зводити курок для кожного пострілу; на відміну від зброї ПД/ОД, де курок зводить затвор під час стрільби.
Існує багато прикладів самозарядної зброї ПД/ОД, пістолет Little Tom був першим, за ним з'явилися Walther PPK та Walther P38. Серед сучасних прикладів такої зброї є Beretta 92. Майже всі револьвери які не мають режима одинарної дії можуть стріляти в режимах одинарної- та подвійної-дії, наприклад, Smith & Wesson Модель 27, S&W Model 60, Colt Police Positive, Colt Python тощо. Серед перших револьверів подвійної дії були револьвер Бомона-Адамса та дульнозарядний револьвер Tranter. Є деякі револьвери які можуть стріляти в режимі лише подвійної дії (DAO), але це зазвичай перероблені моделі ПД/ОД де курок не можна звести вручну.

### Відпускний УСМ
У відпускному ударно-спусковому механізмі (англ. Release trigger) курок або ударник спрацьовує лише в той момент коли спусковий гачок починає рухатися в переднє положення після його повного витискання, а не як у класичній зброї коли постріл відбувається під час руху спускового гачка назад. Відпускні УСМ широко використовують у рушницях які призначені для стрільби по трап-мішеням та тарілкам.[джерело?]

### Подвійні УСМ («потягни та відпусти»)
Подвійний ударно-спусковий механізм (англ. Binary triggers) у самозарядній зброї дозволяє спустити курок як під час руху спускового гачка назад, так і після відпускання спускового гачка стрільцем і русі його вперед. Прикладом може бути серія гвинтівок AR-15, які випускали компанії Franklin Armory, Fostech Outdoors та Liberty Gun Works. Ударно-спусковий механізм AR-15 виробництва Liberty Gun Works функціонує лише в режимі «потягни та відпусти», і не може перехопити курок при спуску; інші два механізми мають трипозиційні запобіжники і може перехопити курок при спуску. У таких УСМ, третя позиція активує режим «потягни та відпусти», у центральному положинні при натисканні на спусковий гачок курок безпечно знімається з бойового зводу.

### Шнеллер
Шнеллер (англ. set trigger) дозволяє стрільцю прикладати мінімальні зусилля для здійснення пострілу. Є два типи шнеллерів: з одним та з двома спусковими гачками. Шнеллери можна зустріти на переробленій та спортивній зброї, де невелике зусилля дозволяє без «смикання» здійснити постріл, що сильно впливає на точність.

#### Шнеллер з одним спусковим гачком
При одинарному спусковому гачку можна стріляти з прикладанням звичайної сили при натисканні спускового гачка назад або можна натиснути спусковий гачок (маленький важіль перед спусковим гачком) вперед для вмикання шнеллера. Зусилля на спуск можна регулювати за допомогою спеціального гвинта, який розташовано біля гачка шнеллера.

#### Шнеллер з двома спусковими гачками
Результат використання шнеллера з двома гачками такий самий, але один гачок вмикає шнеллер, а натискання на інший призводить до пострілу. Такі шнеллери можна класифікувати за фазами. В однофазному шнеллері, спочатку треба потягнути гачок шнеллера, а потім спусковий гачок для пострілу. В двофазному шнеллері, якщо шнеллер не натиснуто, то він буде працювати як звичайний спусковий гачок або натиснувши на шнеллер можно ввімкнути його. Такі шнеллери дають змогу обирати або стандартний спуск, або спуск зі шнеллером.

### УСМ з попереднім зведенням (ударники та курки)
УСМ з попереднім зведенням (англ. Pre-set) використовують лише у самозарядній ручній зброї. При пострілі або при заряджанні, курок або ударник зупиняється у частково зведеному положенні. При натисканні на спусковий гачок відбувається дозведення зброї і спуск ударника або курка. Такий УСМ відрізняється від УСМ подвійної дії тим, що натискання на спусковий гачок не може звести повністю курок або ударник при осічці. Прикладом зброї дозвденням ударника є пістолети Glock, Smith & Wesson M&P, лише варіант Springfield Armory XD-S, Kahr Arms, серія FN FNS та Ruger SR series. Інколи цей тип УСМ називають Striker Fired Action або SFA (ударникова дія). Прикладом зброї з дозведенням курка є пістолети Kel-Tec P-32 та Ruger LCP.

#### УСМ з попереднім зведенням гібридного типу
Цей механізм (англ. Pre-set hybrid) схожий на УСМ ПД/ОД, але в зворотному порядку. Натискання на спусковий гачок для першого пострілу в механізмі даного типу здійснюється з дозводом. Якщо ударник або курок не зміг запалити капсуль набою, стрілок може відпустити спусковий гачок і натиснути на нього повторно, при цьому механізм буде працювати в режимі самозвода (DAO) до тих пір, поки не буде здійснено постріл або поки стрілець не видалить дефектний набій з патронника. Таким механізмом оснащені пістолети Taurus PT 24/7 Pro з 2006 року і Walther P99AS (Anti Stress).

### Інші види УСМ

#### Подвійний серпоподібний спусковий гачок

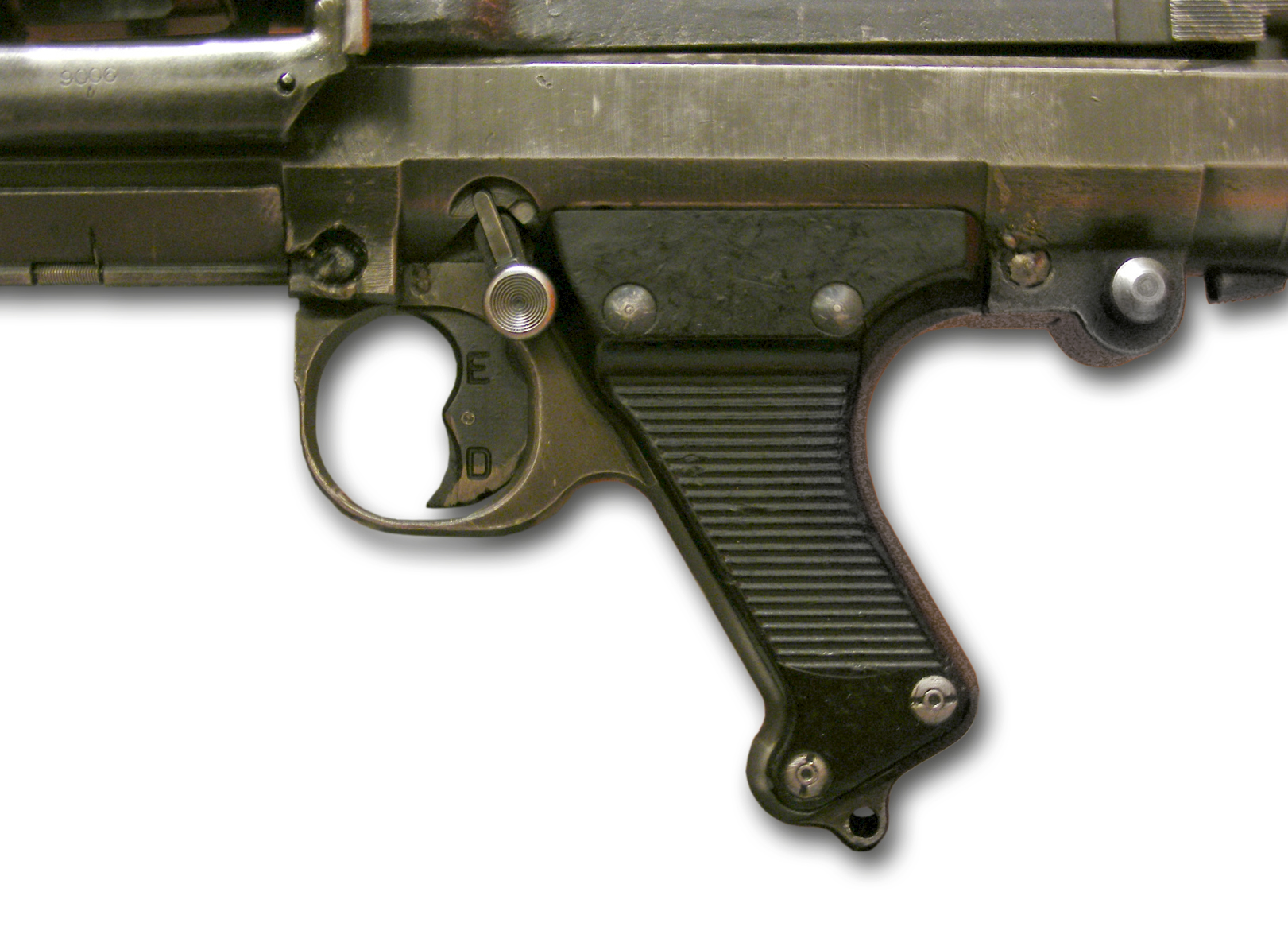
Подвійний серпоподібний спусковий гачок кулемета MG 34, який дозволяв змінювати режим вогню не використовуючи перемикачі. Натискання на верхній сегмент спускового гачка дозволяв вести самозарядний вогонь, а натискання на нижній сегмент спускового гачка дозволяв вести безперервний автоматичний вогонь.

Подвійний серпоподібний спусковий гачок (англ. Double-crescent trigger) давав можливість обирати режим ведення вогню без використання перемикачів. Натискання на верхній сегмент спускового гачка дозволяв вести самозарядний вогонь, а натискання на нижній сегмент спускового гачка дозволяв вести безперервний автоматичний вогонь. Хоча на той період ця функція була інноваційною, її мало використовували у зброї через її складність. Прикладами такої зброї є MG 34, легкий кулемет Kg m/40, штурмова гвинтівка M1946 Sieg та Star Model Z-70.

#### Ступінчастий УСМ
Ступінчастий УСМ (англ. Staged trigger) дозволяє мати різний темп стрільби в залежності від того як далеко натиснуто спусковий гачок. Наприклад, при легкому натисканні відбувається одиночний постріл. При подальшому натисканні, зброя перейде в режим автоматичної стрільби. Прикладом такої зброї є FN P90, Jatimatic, Sa. 23, PM-63, BXP, F1, пістолет-кулеметVigneron, Wimmersperg Spz-kr та Steyr AUG.

## Приклади типових конструкцій

### Гвинтівка Мосіна зразка 1891/1930 р(Росія, СРСР)
Ударник з витою циліндричною бойовою пружиною розміщені в затворі. Стиснення бойової пружини здійснюється при відпиранні затвора; при запиранні — бойовий звід ударника спирається на шептало. Можна звести ударник вручну при закритому затворі, для цього необхідно відтягнути назад курок (курком в даному випадку називається наконечник, нагвинчений на хвостовик ударника). Для поставлення на запобіжник, курок потрібно відтягнути назад і повернути проти годинникової стрілки.